# Idiommata iridescens
Idiommata iridescens är en spindelart som först beskrevs av William Joseph Rainbow och Robert Henry Pulleine 1918.  Idiommata iridescens ingår i släktet Idiommata och familjen Barychelidae.
Artens utbredningsområde är Queensland. Inga underarter finns listade i Catalogue of Life.